# Landtagswahlkreis Magdeburg I
Der Landtagswahlkreis Magdeburg I (Wahlkreis 10) ist ein Landtagswahlkreis in Sachsen-Anhalt. Er umfasste zur Landtagswahl in Sachsen-Anhalt 2021 von der kreisfreien Stadt Magdeburg die Stadtteile Alte Neustadt, Barleber See, Gewerbegebiet Nord, Industriehafen, Kannenstieg, Neue Neustadt, Neustädter Feld, Neustädter See, Rothensee und Sülzegrund.
Der Wahlkreis wird in der achten Legislaturperiode des Landtages von Sachsen-Anhalt von Stephen Gerhard Stehli (CDU) vertreten, der das Direktmandat bei der Landtagswahl am 6. Juni 2021 mit 29,2 % der Erststimmen erstmals gewann. Davor wurde der Wahlkreis von 2016 bis 2021 von Oliver Kirchner (AfD) vertreten.

## Wahl 2021
Im Vergleich zur Landtagswahl 2016 wurde der Zuschnitt des Wahlkreises nicht verändert. Auch Name und Nummer des Wahlkreises wurden nicht geändert.
Es traten elf Direktkandidaten an. Von den Direktkandidaten der vorhergehenden Wahl traten Oliver Kirchner, Lydia Hüskens und Bettina Fassl erneut an. Jenny Schulz kandidierte 2016 im Landtagswahlkreis Havelberg-Osterburg.
Stephen Gerhard Stehli (CDU) gewann mit 29,2 % der Erststimmen erstmals das Direktmandat. Oliver Kirchner zog über Platz 1 der Landesliste der AfD und Lydia Hüskens über Platz 1 der Landesliste der FDP ebenfalls in den Landtag ein.
|                        |                      | Erst- stimmen | Erst- stimmen | Zweit- stimmen | Zweit- stimmen |
| Bewerber               | Partei               | Anzahl        | %             | Anzahl         | %              |
| ---------------------- | -------------------- | ------------- | ------------- | -------------- | -------------- |
| Wahlberechtigte        | Wahlberechtigte      | 40.682        | 100,0         | 40.682         | 100,0          |
| Wähler                 | Wähler               | 23.537        | 57,9          | 23.537         | 57,9           |
| Ungültige Stimmen      | Ungültige Stimmen    | 374           | 1,6           | 338            | 1,4            |
| Gültige Stimmen        | Gültige Stimmen      | 23.163        | 98,4          | 23.199         | 98,6           |
| davon                  |                      |               |               |                |                |
| Stephen Gerhard Stehli | CDU                  | 6.770         | 29,2          | 7.221          | 31,1           |
| Oliver Kirchner        | AfD                  | 4.607         | 19,9          | 4.348          | 18,7           |
| Jenny Schulz           | DIE LINKE            | 3.322         | 14,3          | 3.009          | 13,0           |
| Julia Brandt           | SPD                  | 2.791         | 12,0          | 2.229          | 9,6            |
| Matthias Borowiak      | GRÜNE                | 1.652         | 7,1           | 1.939          | 8,4            |
| Lydia Maria Hüskens    | FDP                  | 1.544         | 6,7           | 1.391          | 6,0            |
| André Futh             | FREIE WÄHLER         | 518           | 2,2           | 417            | 1,8            |
| Jens Czerski           | NPD                  | 72            | 0,3           | 99             | 0,4            |
| –                      | Tierschutzpartei     | –             | –             | 441            | 1,9            |
| Bettina Cornelia Fassl | Tierschutzallianz    | 823           | 3,6           | 408            | 1,8            |
| –                      | LKR                  | –             | –             | 21             | 0,1            |
| –                      | Die PARTEI           | –             | –             | 233            | 1,0            |
| Roland Zander          | Gartenpartei         | 751           | 3,2           | 623            | 2,7            |
| –                      | FBM                  | –             | –             | 20             | 0,1            |
| –                      | TIERSCHUTZ hier!     | –             | –             | 134            | 0,6            |
| Bettina Graf           | dieBasis             | 313           | 1,4           | 281            | 1,2            |
| –                      | Klimaliste ST        | –             | –             | 32             | 0,1            |
| –                      | ÖDP                  | –             | –             | 27             | 0,1            |
| –                      | Die Humanisten       | –             | –             | 79             | 0,3            |
| –                      | Gesundheitsforschung | –             | –             | 83             | 0,4            |
| –                      | PIRATEN              | –             | –             | 133            | 0,6            |
| –                      | WiR2020              | –             | –             | 31             | 0,1            |

## Wahl 2016
Bei der Landtagswahl in Sachsen-Anhalt 2016 waren 44.519 Einwohner wahlberechtigt; die Wahlbeteiligung lag bei 57,1 %. Oliver Kirchner gewann das Direktmandat für die Alternative für Deutschland knapp vor der Direktkandidatin der CDU.
| Bewerber           | Partei            | Erststimmen in % | Zweitstimmen in % |
| ------------------ | ----------------- | ---------------- | ----------------- |
| Oliver Kirchner    | AfD               | 23,9             | 21,6              |
| Edwina Koch-Kupfer | CDU               | 23,7             | 26,5              |
| Hans-Joachim Mewes | LINKE             | 20,0             | 18,2              |
| Karola Schröder    | SPD               | 14,6             | 11,8              |
| Florian Wiegand    | GRÜNE             | 4,9              | 5,9               |
| Lydia Hüskens      | FDP               | 4,8              | 4,2               |
| Bettina Fassl      | Tierschutzallianz | 3,1              | 1,9               |
| Reiner Heyer       | MG                | 2,5              | 1,9               |
| Eckhard Schröder   | Freie Wähler      | 2,5              | 2,0               |
| –                  | NPD               | –                | 1,8               |
| –                  | Tierschutzpartei  | –                | 1,7               |
| –                  | ALFA              | –                | 1,1               |
| –                  | Die PARTEI        | –                | 0,8               |
| –                  | DIE RECHTE        | –                | 0,3               |
| –                  | FBM               | –                | 0,2               |

## Wahl 2011
Bei der Landtagswahl in Sachsen-Anhalt 2011 waren 46.084 Einwohner wahlberechtigt; die Wahlbeteiligung lag bei 51,3 %. Hans-Joachim Mewes gewann das Direktmandat für Die Linke.
| Bewerber            | Partei           | Erststimmen in % | Zweitstimmen in % |
| ------------------- | ---------------- | ---------------- | ----------------- |
| Hans-Joachim Mewes  | Die Linke        | 28,2             | 27,2              |
| Norbert Bischoff    | SPD              | 27,4             | 24,5              |
| Bernd Heynemann     | CDU              | 27,2             | 26,4              |
| Michaela Frohberg   | GRÜNE            | 7,0              | 7,8               |
| Christian Schwidder | NPD              | 4,0              | 4,2               |
| Jens Bärwald        | Freie Wähler     | 3,2              | 1,4               |
| Lydia Hüskens       | FDP              | 2,9              | 2,9               |
| –                   | Tierschutzpartei | –                | 2,5               |
| –                   | Piraten          | –                | 2,2               |
| –                   | MLPD             | –                | 0,3               |
| –                   | SPV              | –                | 0,3               |
| –                   | KPD              | –                | 0,1               |
| –                   | ödp              | –                | 0,1               |

## Wahl 2006
Bei der Landtagswahl in Sachsen-Anhalt 2006 traten folgende Kandidaten an:
| Name                             | Partei          | Anteil der Erststimmen |
| -------------------------------- | --------------- | ---------------------- |
| Eva-Maria Wybrands               | CDU             | 28,3 %                 |
| Hans-Joachim Mewes               | Die Linke       | 30,5 %                 |
| Norbert Bischoff                 | SPD             | 27,0 %                 |
| Lydia Hüskens                    | FDP             | 5,9 %                  |
| Michaela Frohberg                | GRÜNE           | 4,4 %                  |
| Georg Kogua                      | AGFG            | 2,2 %                  |
| Christina Harke                  | Off D-STATT-DSU | 0,3 %                  |
| Jürgen Hering                    | GUT             | 1,3 %                  |
| Wahlberechtigte: 45673 Einwohner |                 |                        |
| Wahlbeteiligung: 43,2 %          |                 |                        |